# Salt Lake City and County Building

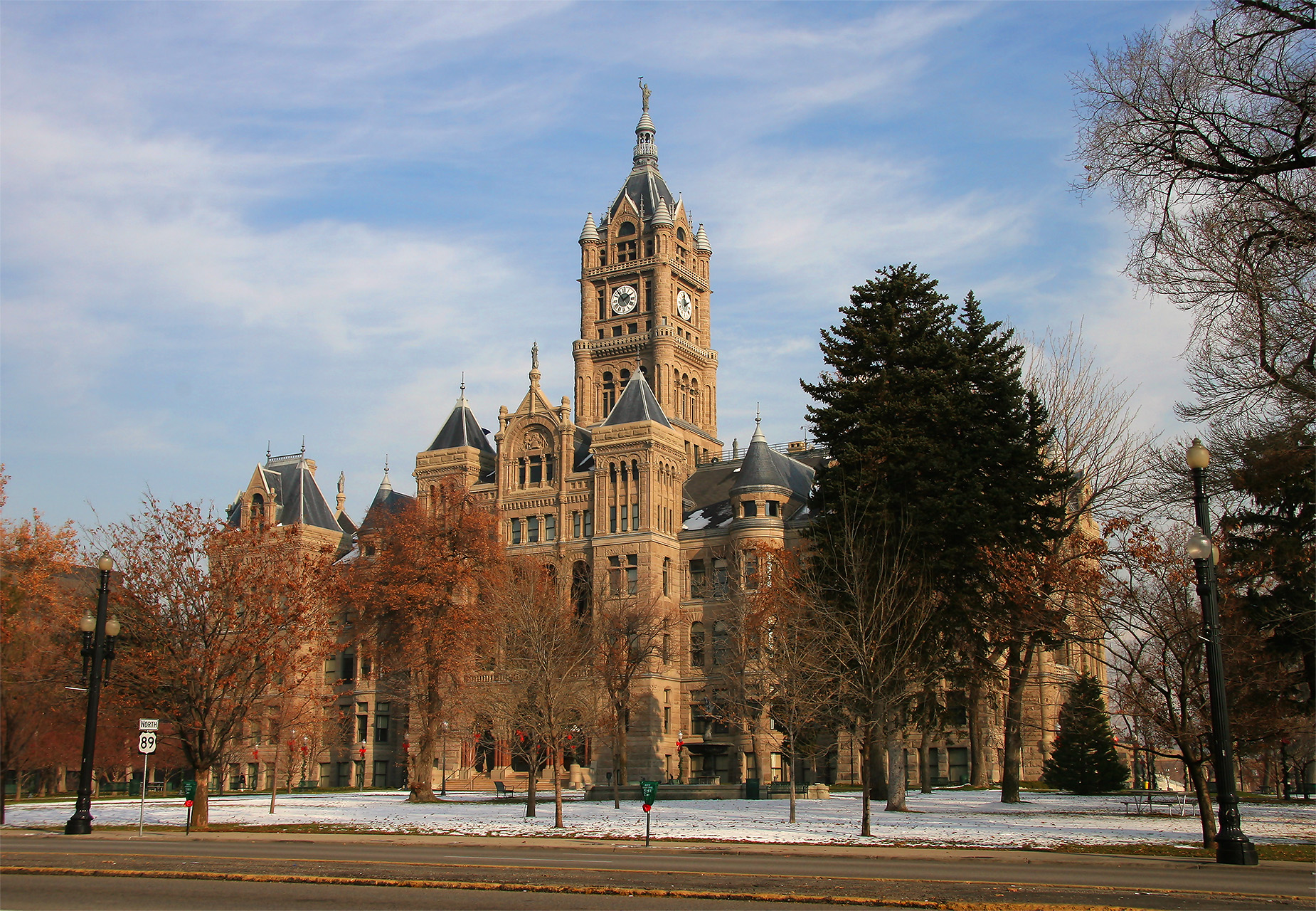
Salt Lake City and County Building

Salt Lake City and County Building je vládní sídlo v Salt Lake City ve státě Utah. Budova byla vystavěna svobodnými zednáři v letech 1891-1894. Sídlilo zde zastupitelstvo města a okresu, které původně sídlilo v Salt Lake City Council Hall respektive Salt Lake County Courthouse. V roce 1970 byla stavba zapsána do národního registru historických budov.